# ماتيو تيلييه
ماتيو تيلييه (Mathieu Tillier) مؤرخ فرنسي متخصص في التاريخ الإسلامي في العصور الوسطى وأستاذ في جامعة السوربون في باريس. درس تاريخ القضاء في العصرين الأموي والعباسي، واعتمد على البرديات العربية المصرية لدراسات أخرى في التاريخ الاجتماعي والاقتصادي.
حقق أيضا كتاب أبي هلال العسكري كتاب ما احتكم به الخلفاء إلى القضاة.
في عام 2023، حصل على جائزة الشيخ زايد للكتاب في فئة الثقافة العربية باللغات الأخرى، لكتابه ظهور منصب القاضي - القضاء لدى المسلمين واليهود والمسيحيين في القرون الأولى للإسلام.